# لويد فرناندو
لويد فرناندو هو كاتب ماليزي، ولد في 31 مايو 1926، وتوفي في 28 فبراير 2008.